# Kanina (district de Mělník)
Kanina est une commune du district de Mělník, dans la région de Bohême-Centrale, en République tchèque. Sa population s'élevait à 90 habitants en 2020.

## Géographie
Kanina se trouve à 3 km au sud-ouest de Mšeno, à 12 km au nord-est de Mělník, à 22 km à l'ouest de Mladá Boleslav et à 41 km au nord-nord-est de Prague.
La commune est limitée par Mšeno au nord et à l'est, par Chorušice au sud-est, par Nebužely au sud, et par Vysoká par Kokořín à l'ouest.

## Histoire
La première mention écrite de la localité date de 1237.